# Charles Lartigue
Pour les articles homonymes, voir Lartigue.
Charles Lartigue (né le 14 octobre 1834 à Toulouse et mort le 24 février 1907 au Mans) était un ingénieur français qui donna son nom à un système de monorail, dit monorail système Lartigue.

## Biographie
Charles François Marie-Thérèse Lartigue est né le 14 octobre 1834 à Toulouse. Ses parents sont Bernard Lartigue et Caroline de Leuchsenring.
Devant la nécessité de trouver une solution de transport pour l'exploitation de l'alfa en Algérie dans le sud-oranais où l'ensablement ne permettait que le transport par dromadaire, il s'en inspire et conçu une voie ne comportant qu'un seul rail à environ un mètre de hauteur au-dessus du sol maintenu par une charpente métallique en V inversé fixée au sol. Le matériel était à cheval et la charge était répartie de chaque côté du rail à la manière d'une besace. Une première ligne de 90 km à traction animale fut construite.
Sur le même type de structure complétée par deux rails de guidage latéraux, une ligne de démonstration à traction vapeur fut réalisée à Londres en 1886 et une autre de 15 km fut construite et exploitée en Irlande dans le comté de Kerry entre Listowel et Ballybunion de 1888 et 1924. La locomotive à vapeur était en fait double avec une chaudière de chaque côté du rail.
La ligne fut fermée, victime de la guerre civile d'Irlande, mais avait prouvé la validité du concept. Malgré des études sur la possibilité d'une traction électrique, le système ne semble pas avoir eu de suite.